# Лагус, Вильгельм Габриэль
Вильгельм Габриэль Лагус (фин. Wilhelm Gabriel Lagus; 25 июля 1786, Ийсалми — 18 декабря 1859, Хельсинки) — известный в своё время юрист и историк Финляндии, профессор в Упсале, ректор Императорского Александровского университета (1845—1848). Младший брат профессора философии Андерса Юхана Лагуса (1775—1831), отец писателя Вильгельма Лагуса (1821—1909), юристов Кнута Фердинанда Лагуса (1824—1859) и Роберта Эрика Лагуса (1827—1863), писателя Габриэля Лагуса (1837—1896). Был одним из основателей Финского общества наук и литературы.
Из юридических исследований Лагуса было наиболее известна его «История Абосского Гофгерихта» (швед. Åbo hofrätts historia intill den 12 nov. 1823, då Hofrätten firade Sin andra Secular-fest, 1834). Интересно издание Лагуса «Акты к истории финляндской церкви» (швед. Handlingar till upplysning i Finlands Kyrkohistoria, I—IV, 1836—1839; I—V, 1845—1850). Его главные исторические сочинения: «Исследование о происхождении Карельского Лагманского округа» (швед. Undersökning om Karelska lagsagans uppkomst, 1844), «Заметки к истории финляндской войны 1741-42 г.» (швед. Anteckningar rörande 1741 och 1742 års Finska krig) и «Исследования об имениях и фамилиях шведского дворянства» (швед. Undersökningar om finska adelns gods och ätter, 1857—1860). В 1863 году посмертно вышла его работа «О переложениях финских законов» (швед. Om finska lagöfversättningar).
Собрал богатую коллекцию документов, переданную после смерти университету Хельсинки.